# إيرينا بليزنوفا
إيرينا بليزنوفا (الروسية: Близнова, Ирина Юрьевна) مواليد 6 أكتوبر 1986 في كراسنودار، هي لاعبة كرة يد روسية سابقة لعبت كظهير أيمن. مثلت منتخب روسيا لكرة اليد للسيدات في 124 مباراة. شاركت في دورة الألعاب الأولمبية الصيفية سنة 2008.

## سجل المنافسة
شاركت في البطولات التالية:
- الألعاب الأولمبية الصيفية 2012
- الألعاب الأولمبية الصيفية 2016
- بطولة العالم لكرة اليد للسيدات 2011
- بطولة العالم لكرة اليد للسيدات 2015
- بطولة أوروبا لكرة اليد للسيدات 2014

## الميداليات
| الميدالية | المسابقة                            |
| --------- | ----------------------------------- |
| ذهبية     | الألعاب الأولمبية الصيفية 2016      |
| فضية      | الألعاب الأولمبية الصيفية 2008      |
| ذهبية     | بطولة العالم لكرة اليد للسيدات 2005 |
| ذهبية     | بطولة العالم لكرة اليد للسيدات 2007 |
| فضية      | بطولة أوروبا لكرة اليد للسيدات 2006 |

## روابط خارجية
- إيرينا بليزنوفا على موقع الاتحاد الأوروبي لكرة اليد (الإنجليزية)
- إيرينا بليزنوفا على موقع اللجنة الأولمبية الدولية (الإنجليزية)
- إيرينا بليزنوفا على موقع أوليمبيديا (الإنجليزية)